# Luciano Gaucci
Luciano Gaucci (Roma, 28 dicembre 1938 – Santo Domingo, 1º febbraio 2020) è stato un imprenditore e dirigente sportivo italiano, divenuto famoso nell'ippica e poi nel mondo del calcio, prima come vice di Dino Viola alla Roma, poi come presidente del Perugia per tredici anni.

## Biografia
Nato a Roma nel 1938 da una famiglia di piccoli proprietari terrieri di origini marchigiane (i suoi nonni paterni erano originari di Fermo), iniziò come dipendente dell'ATAC, dapprima come conducente di tram delle linee della capitale, e in seguito come impiegato dopo aver vinto un concorso interno alla municipalizzata. Più tardi, Gaucci lasciò il suo impiego all'ATAC ed entrò in un'azienda di pulizie di cui era titolare il suocero.
Nel 1975, fondò a Roma La Milanese, ditta individuale di pulizie. La Milanese (nome scelto per instaurare nella clientela l'idea dell'efficienza lavorativa di Milano), che iniziò con appena un centinaio di dipendenti, di lì a poco ottenne numerosi appalti con l'affidamento della gestione della pulizia di numerose strutture, quali pubbliche istituzioni, stazioni ferroviarie e aeroporti (come quello di Malpensa) in tutto il territorio nazionale, operando spesso in regime di monopolio. Dopo appena un decennio di attività, l'impresa di Gaucci arrivò a contare oltre 3.500 dipendenti in tutta Italia e un fatturato annuale che si aggirava sui 200 miliardi di lire. Nel 2001, la ditta cessò le sue attività e venne dichiarata fallita. Altri settori d'interesse di Gaucci furono l'ippica e il calcio. 
Padre di sei figli avuti da quattro diverse relazioni, dal 2005 si era costruito una nuova famiglia a Santo Domingo, capitale della Repubblica Dominicana. Malato di Alzheimer negli ultimi anni di vita, è morto il 1º febbraio 2020 all'età di 81 anni: per sua volontà, è stato sepolto in terra caraibica.
I figli maggiori, Alessandro e Riccardo, avuti dalla prima moglie Veronica del Bono, sono ambedue dirigenti sportivi.

### Attività nell'ippica
Nel 1980, Gaucci fondò la White Star, una scuderia ippica nella quale crebbe Tony Bin, un famoso cavallo che, acquistato per appena 12 milioni di lire quando era solo un puledro, riuscì a vincere corse per circa 3 miliardi di lire e fu infine rivenduto alla cifra record di 7 miliardi di lire.
Personaggio di spicco dell'ippica italiana, fino al 1993 è stato consigliere dell'Unione nazionale incremento razze equine.

### Attività nel calcio

Gaucci (a sinistra) patron del Perugia nel 1994, in posa con lo juventino ed ex perugino Ravanelli in occasione di un'amichevole di fine stagione celebrativa della promozione biancorossa in Serie B

L'ingresso nel mondo del calcio di Gaucci risale al 1975, quando divenne piccolo azionista della Roma. Nel 1981, divenne componente del consiglio di amministrazione della società giallorossa, all'epoca presieduta da Dino Viola, e di cui nel 1984 divenne vicepresidente. Gaucci, tifoso romanista oltreché dirigente del club, nel 1985 tentò di assumerne il controllo della maggioranza la presidenza, a seguito delle dimissioni rassegnate da Viola, il quale poi cambiò idea. Fallito il tentativo di rilevare la Roma, Gaucci intavolò successivamente una clamorosa trattativa per rilevare la Lazio, che non ebbe alcun seguito. Rimasto vicepresidente della Roma, nel 1991, alla morte di Viola, fu in lizza per la sua acquisizione, ma il club giallorosso passò a Giuseppe Ciarrapico.
Fallito anche il secondo tentativo di rilevare la Roma, Gaucci rilevò il Perugia, in Serie C1, con cui ha ottenuto una promozione in Serie B (1994) e due promozioni in Serie A (1996 e 1998), più una promozione in B revocata per illecito sportivo al termine del campionato 1992-1993, che gli costò tre anni di squalifica. Durante le stagioni in massima serie la squadra umbra raggiunse la semifinale di Coppa Italia 2002-2003 e la partecipazione alla Coppa UEFA 2003-2004, quest'ultima successiva alla vittoria della Coppa Intertoto 2003, primo trofeo confederale della società. Gaucci è stato presidente della società biancorossa fino al 2004, succeduto dal figlio Alessandro, che fallì l'anno successivo.
Oltre che del Perugia, Gaucci è stato anche proprietario della Viterbese (dal 1997 al 2000 con una promozione in C1), Catania (dal 2000 al 2004 con una promozione in B) e Sambenedettese (dal 2000 al 2004 con 2 promozioni dalla Serie D alla C1). Nell'estate 2004, tentò di rilevare il Napoli, reduce da un modesto tredicesimo posto nel campionato di Serie B 2003-2004, e prossimo al fallimento: Gaucci si accordò con la proprietà del club partenopeo con un piano che prevedeva il fitto di ramo d'azienda per 46 milioni di euro, pagabili in cinque rate, con una rata finale di 21 milioni per concludere tutto e azzerare i debiti. La FIGC respinse il piano di salvataggio della società azzurra poiché il fitto del ramo d'azienda non è riconosciuto dalle NOIF, che perciò andò incontro al fallimento.
In seguito nacque la Napoli Sportiva, di cui Gaucci è stato presidente, per la quale aveva ingaggiato Angelo Gregucci come allenatore. La nuova società partenopea non riuscì però a ottenere l'iscrizione ad alcun campionato professionistico o dilettantistico.
Presidente eccentrico, è stato il primo e unico presidente ad affidare la panchina di squadra di calcio a un'allenatrice: nel 1999 chiamò infatti Carolina Morace alla guida della Viterbese. Fu Gaucci, inoltre, a far debuttare, rispettivamente in Serie A e B, gli esordienti e semiconosciuti Serse Cosmi e Stefano Colantuono. Rinomata fu la sua attitudine nello scovare calciatori in serie minori (perfino in Eccellenza), per poi rivenderli a peso d'oro una volta esplosi a livello professionale.

## Controversie
Indagato per il fallimento dell'Associazione Calcio Perugia, Gaucci è stato inquisito assieme ai figli Riccardo e Alessandro per associazione a delinquere finalizzata alla bancarotta fraudolenta, rifugiandosi dal 2005 nella Repubblica Dominicana. Qui, da latitante, ha patteggiato tre anni per bancarotta fraudolenta e reati fiscali; la pena non è stata scontata in quanto successivamente indultata. Una volta estinti tali reati, è brevemente rientrato in Italia nel 2009, ma in seguito è tornato a stabilirsi definitivamente a Santo Domingo fino alla morte.